# Capa de hielo Laurentino

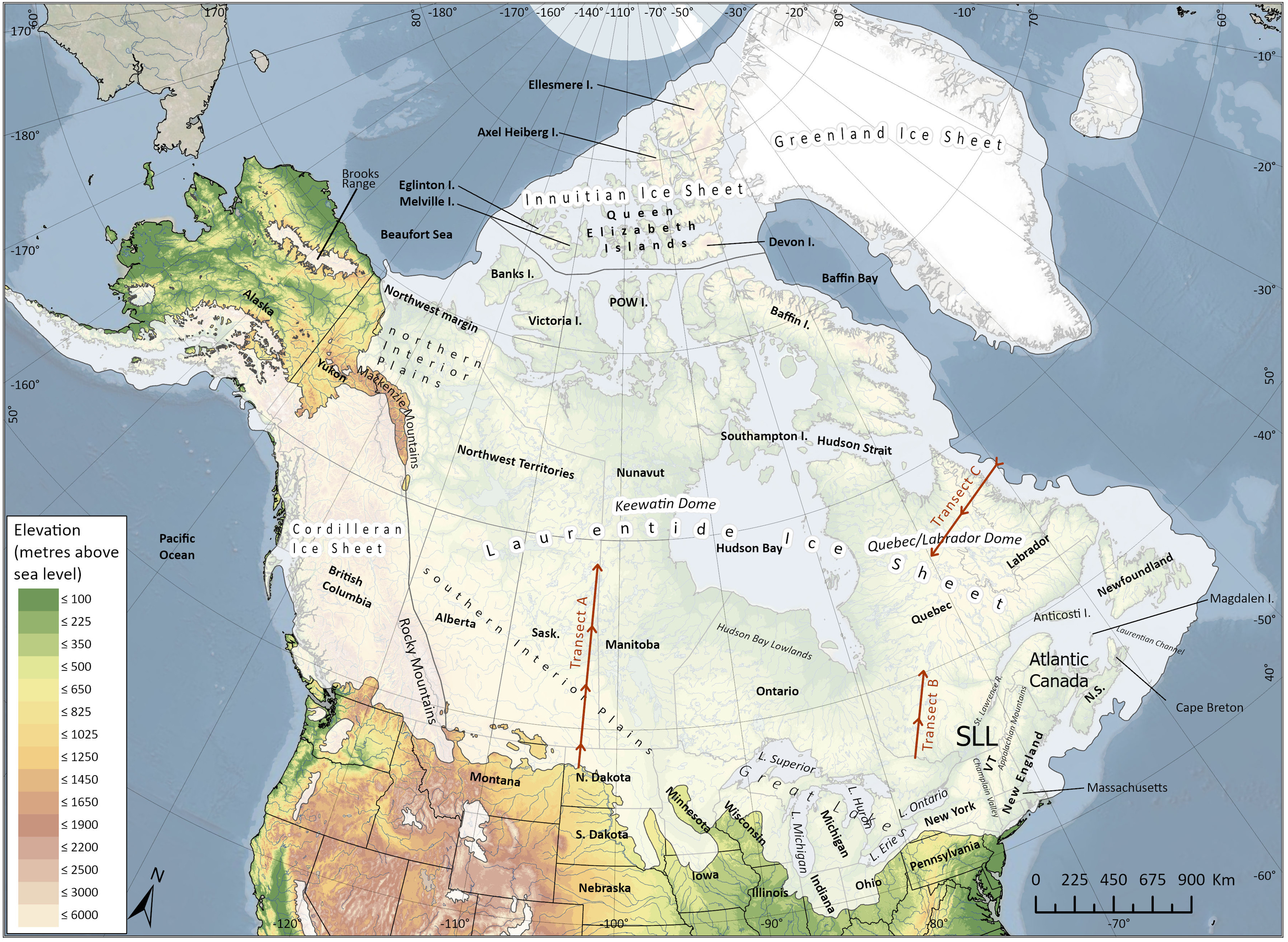
La máxima extensión de las capas de hielo de América del Norte durante el Último Máximo Glacial.

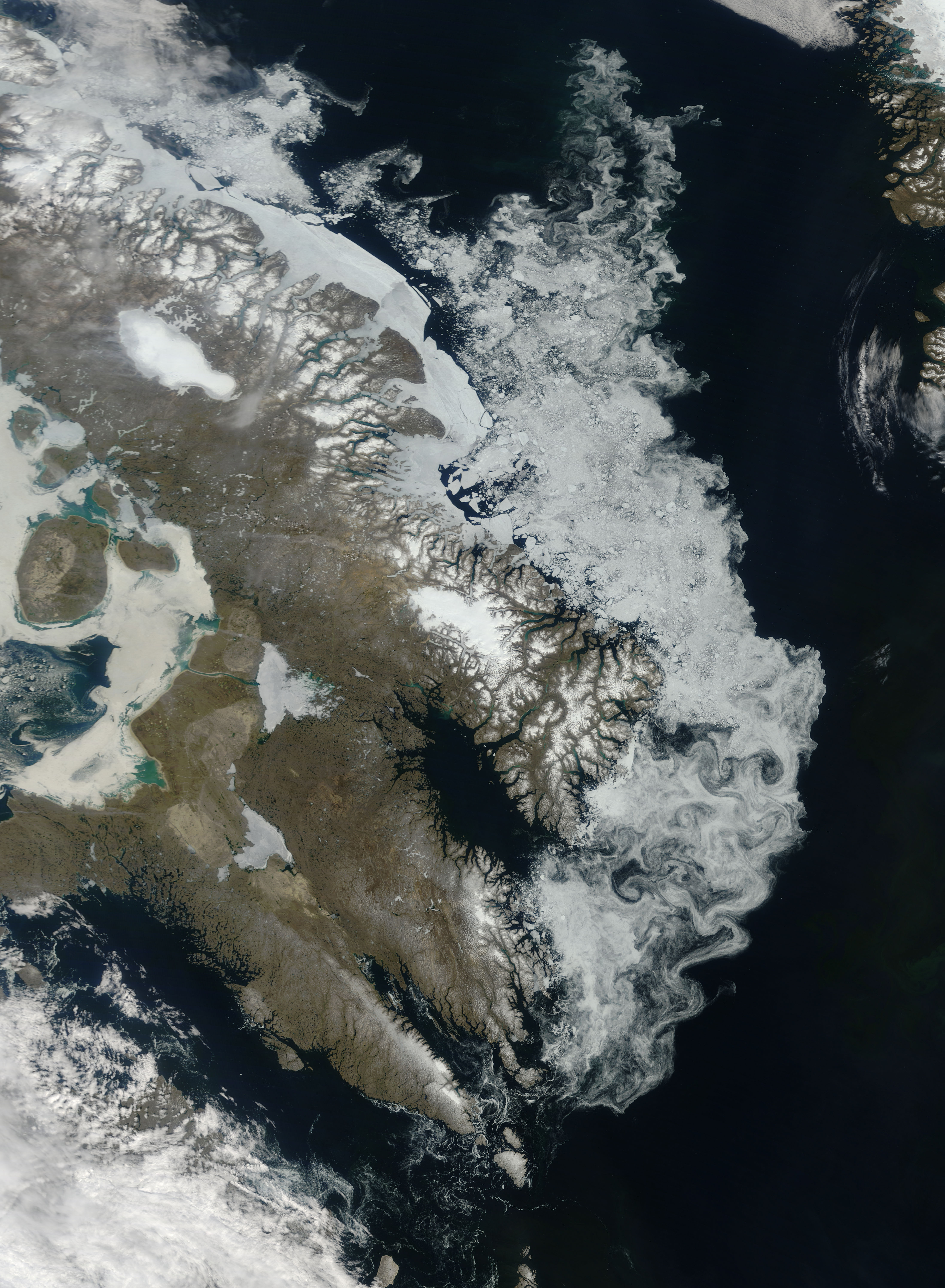
La capa de Hielo de Barnes, en la isla de Baffin, que contiene los restos de la capa de hielo Laurentino.

La capa de hielo Laurentino fue una inmensa capa de hielo que cubrió cientos de miles de kilómetros cuadrados durante varios ciclos en el período glaciar cuaternario, abarcando la mayor parte de Canadá y una gran parte del norte de Estados Unidos. Durante su última fase cubrió la mayor parte del norte de América del Norte, en el período que va desde hace 95 000 años a 20 000 años antes de la era actual. A veces, su margen sur incluyó el área donde actualmente se encuentran las ciudades de Nueva York y Chicago, bordeando el curso actual del río Misuri hasta las laderas norte de las Montañas Cypress, más allá de las mismas, se fusionaba con la capa de hielo de la Cordillera. La cubierta de hielo se extendía por el sur hasta aproximadamente los 38 grados de latitud en el centro del continente.

## Descripción
Esta capa de hielo fue la característica principal del Pleistoceno en América del Norte, comúnmente denominada la Edad de Hielo. Tenía dos kilómetros de espesor en Nunavik, Quebec, Canadá, pero era más delgada en sus bordes donde los nunataks eran comunes en zonas montañosas.
Durante su existencia, sus ciclos de crecimiento y fusión tuvieron una influencia decisiva en el clima global. Esto se debe a que sirvió de base para desviar la corriente relativamente tibia del océano Pacífico que de lo contrario hubiera fluido a través de Montana y Minnesota hacia el sur. En el suroeste de Estados Unidos produjo abundantes lluvias durante las glaciaciones, en marcado contraste con otras partes del mundo que pasaron por un período de gran sequía, a pesar de que las capas de hielo en Europa tuvieron un efecto análogo en cuanto a la concurrencia de lluvia en Afganistán, partes de Irán, posiblemente al oeste de Pakistán en invierno, como también en el norte de África.
El fundido de la capa de hielo Laurentino también causó perturbaciones importantes en el ciclo del clima global, a causa del vertido de un gran caudal de agua de baja salinidad en el océano Ártico a través del río Mackenzie. Se cree que este proceso afectó la formación de la masa de agua profunda del Atlántico Norte, el agua muy salina y fría que fluye desde el mar de Groenlandia. Esto interrumpe la circulación termohalina creando la breve época fría denominada Younger Dryas y un avance temporal de un manto de hielo, que se retiró de Nunavik hace unos 6500 años.
Hay teorías que sostienen  que el aporte de grandes masas de agua dulce detuvieron el proceso de crecimiento de la capa de hielo, ayudando a la remisión que había comenzado. Este es un argumento controvertido ya que se sabe que el Atlántico Norte tuvo temperaturas sumamente bajas durante los períodos glaciales y es probable que el anticiclón que se formaba sobre la capa de hielo ayudase a sostenerlo, al generar vientos húmedos del este que favorecían vientos del sur productores de nevadas.[cita requerida]
En cierto momento, la capa de hielo comenzó a extenderse mucho más al sur, avanzando por los valles de Misuri y Ohio.